# Réveillon (Calvados)
Réveillon is een dorp in de Franse gemeente Saint-Pierre-en-Auge in het departement Calvados.

## Geschiedenis
In de 13de eeuw werd de plaats vermeld als Revillon.
Op het eind van het ancien régime werd Réveillon een gemeente. De gemeente werd in 1833 al opgeheven en bij Vaudeloges gevoegd. Deze gemeente maakte deel uit van het kanton Saint-Pierre-sur-Dives tot dit op 22 maart 2015 werd opgeheven en de gemeenten werden opgenomen in het kanton Livarot. Op 1 januari 2017 fuseerde de gemeente met overige gemeenten van het voormalige kanton tot de commune nouvelle Saint-Pierre-en-Auge.

## Bezienswaardigheden
- De Église Saint-Leu

Lijst van Franse gemeenten · Arrondissement Lisieux · Calvados · Normandië